# Fløjlsblomst
Fløjlsblomst (Tagetes) er en slægt med 50-60 arter, der er udbredt i Mellemamerika og Mexico. Det er stærkt lugtende, en- eller flerårige, urteagtige planter. Nogle få arter er halvbuske eller buske. Bladene sidder oftest modsat, og de er lappede eller uligefinnede med mere eller mindre tandet rand. Blomsterne danner en endestillet stand (en kurv) med fra 13 til mere end 100 tungeformede randblomster og 6-120 rørformede skiveblomster, der alle er frugtbare. Frugterne er nødder.
| Beskrevne arter |

- Opret fløjlsblomst (Tagetes erecta)
- Esdragonfløjlsblomst (Tagetes lucida)
- Lakridsfløjlsblomst (Tagetes micrantha)
- Hvidgul fløjlsblomst (Tagetes minuta)
- Udspærret fløjlsblomst (Tagetes patula)
- Smalfliget fløjlsblomst (Tagetes tenuifolia)

| Andre arter |

| - Tagetes apetala - Tagetes argentina - Tagetes biflora - Tagetes campanulata - Tagetes dianthiflora - Tagetes elliptica Sm. - Tagetes erythrocephala - Tagetes filifolia - Tagetes foetidissima | - Tagetes gracilis - Tagetes hartwegii - Tagetes heterocarpha - Tagetes laxa - Tagetes lemmonii - Tagetes mendocina - Tagetes mulleri - Tagetes multiflora - Tagetes nelsonii | - Tagetes parryi - Tagetes pectinata - Tagetes perezii - Tagetes pringlei - Tagetes remotiflora - Tagetes riojana - Tagetes rupestris - Tagetes stenophylla - Tagetes subulata | - Tagetes terniflora - Tagetes verticillata - Tagetes zypaquirensis |